# Nahnatchka Khan
Pour les articles homonymes, voir Khan (homonymie).
Nahnatchka Khan, née le 17 juin 1973 à Las Vegas (États-Unis), est une scénariste et productrice de télévision américaine. Elle est connue pour avoir créé les séries Don't Trust the B---- in Apartment 23 et Bienvenue chez les Huang, toutes deux diffusées sur ABC.

## Biographie
Nahnatchka Khan est née le 17 juin 1973 à Las Vegas de parents immigrés d’Iran, et a grandi à Hawaï,. Pendant ses études, Khan est stagiaire au magazine National Lampoon et chez Fox. Elle fréquente ensuite la School of Cinematic Arts de l'université de Caroline du Sud (USC).
Khan a commencé sa carrière de scénariste dans la série Malcolm de 20th Century Fox. Elle a également travaillé pour Disney Television Animation, notamment Pepper Ann, une sitcom animée de Disney des années 1990, la première à avoir été créée par une femme. Khan a également travaillé sur American Dad! et sur la série pour enfants Allie Singer.
Khan crée la série Don't Trust the B---- in Apartment 23, diffusé sur ABC pendant deux saisons du 11 avril 2012 au 15 janvier 2013,. Elle crée en 2015 la série Bienvenue chez les Huang, diffusé sur la même chaîne, dont elle est également productrice.
En 2016, Khan a signé un contrat pluriannuel pour la création, l’écriture, le développement, et la supervision de projets pour 20th Century Fox, via sa société Fierce Baby Productions.
En 2018, Khan réalise son premier film, Always Be My Maybe, diffusé pour la première fois sur Netflix le 31 mai 2019,,.
En 2023, elle réalise son deuxième long-métrage pour Prime Video Totally Killer.

## Thèmes
En tant qu'américano-iranienne, Khan se souvient avoir grandi avec peu de représentations d’elle-même à la télévision : « Il n'y avait vraiment aucune représentation d’aucune culture du Moyen-Orient, donc [pour moi et mon frère] en grandissant, notre héros était Iron Sheik - un personnage de lutte de la WWE…. Il venait d’Iran et il a toujours été l’opprimé de, par exemple, Hulk Hogan. Tout le monde était en train de huer, mais nous l'encouragions très fort ! ». Comme beaucoup de femmes dans l’industrie de la télévision, Khan a déclaré se sentir « écrasée » en tant que scénariste. « J’étais souvent la seule femme dans la pièce, alors j'ai eu l’impression que les gens me regardaient pour la blague de la femme ou de la fille. […] Pour moi, c'était juste la voix féminine, ».
Depuis le début de sa carrière, Khan a créé diverses images qui contribuent à renverser les stéréotypes de la télévision. Elle est surtout connue pour avoir créé les sitcoms d’ABC Don't Trust the B---- in Apartment 23 et Bienvenue chez les Huang. Cette dernière, basé sur les mémoires du restaurateur Eddie Huang, a marqué l’histoire de la télévision américaine en décrivant les expériences d’une famille américano-taiwanaise en Floride. C’est la première série avec une distribution asio-américaine depuis la sitcom All-American Girl de 1994, avec Margaret Cho. La série a été remarquée pour sa représentation neutre des Asio-Américains, à rebours des clichés habituellement véhiculés à la télévision,. Elle permet également d’aborder des thèmes habituellement absents des séries centrées sur les Blancs américains.
Ouvertement lesbienne,, Khan, présente régulièrement des thèmes queer dans Bienvenue chez les Huang : Jessica Huang (jouée par Constance Wu), la mère d’Eddie, se rend régulièrement au bar lesbien local, The Denim Turtle. La femme dont Eddie est amoureux, Nicole, a du mal à faire son coming-out auprès de son père et de sa famille,,.